# Musée d'Art et d'Industrie de Saint-Étienne
 (juillet 2016).
Si vous disposez d'ouvrages ou d'articles de référence ou si vous connaissez des sites web de qualité traitant du thème abordé ici, merci de compléter l'article en donnant les références utiles à sa vérifiabilité et en les liant à la section « Notes et références ».
Le musée d'Art et d'Industrie de Saint-Étienne est un musée de société situé sur la commune de Saint-Étienne, dans le département de la Loire.

## Naissance du musée

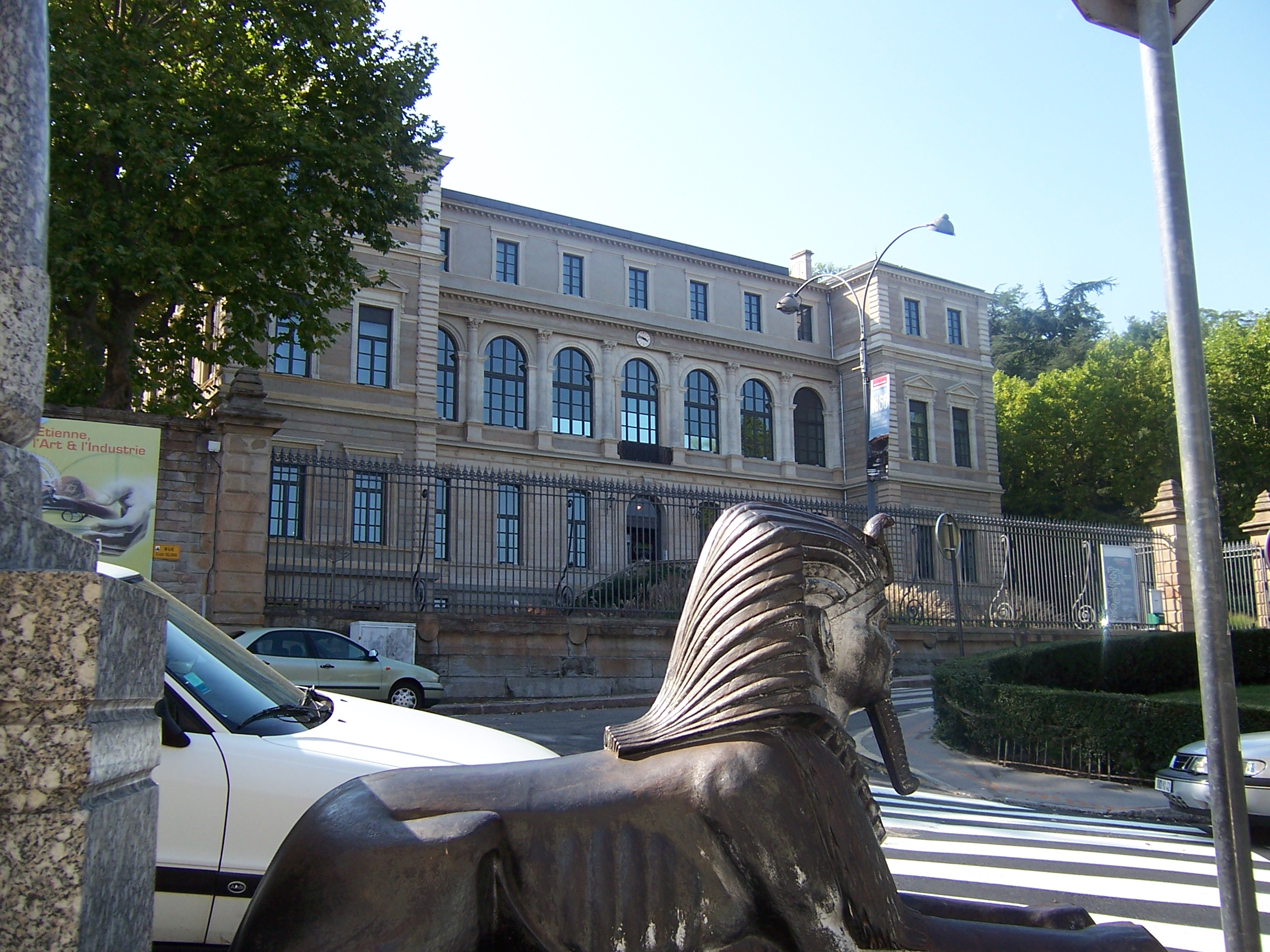
Le sphinx devant le musée d'Art et d'Industrie de Saint-Étienne.

En 1833, la municipalité de Saint-Étienne décide d'instaurer un fonds destiné à la création d'un musée sans pour autant lui affecter un lieu d'exposition. À partir de 1846, est construit par Étienne Boisson, architecte, un bâtiment destiné à recevoir la sous-préfecture. Il devient ensuite le palais des Arts pour abriter le musée et la bibliothèque municipale. En 1851, une grande part de la collection d'armes du maréchal Oudinot est achetée.
Sur la proposition du conseiller municipal de Saint-Étienne et conseiller général de la Loire, Alfred Colombet, naît en 1889, le musée d'Art et d'Industrie qui réunit les « beaux-arts » et les « arts industriels ». Colombet propose Marius Vachon comme premier conservateur du musée. Ce dernier est nommé dans la foulée.

## Présentation

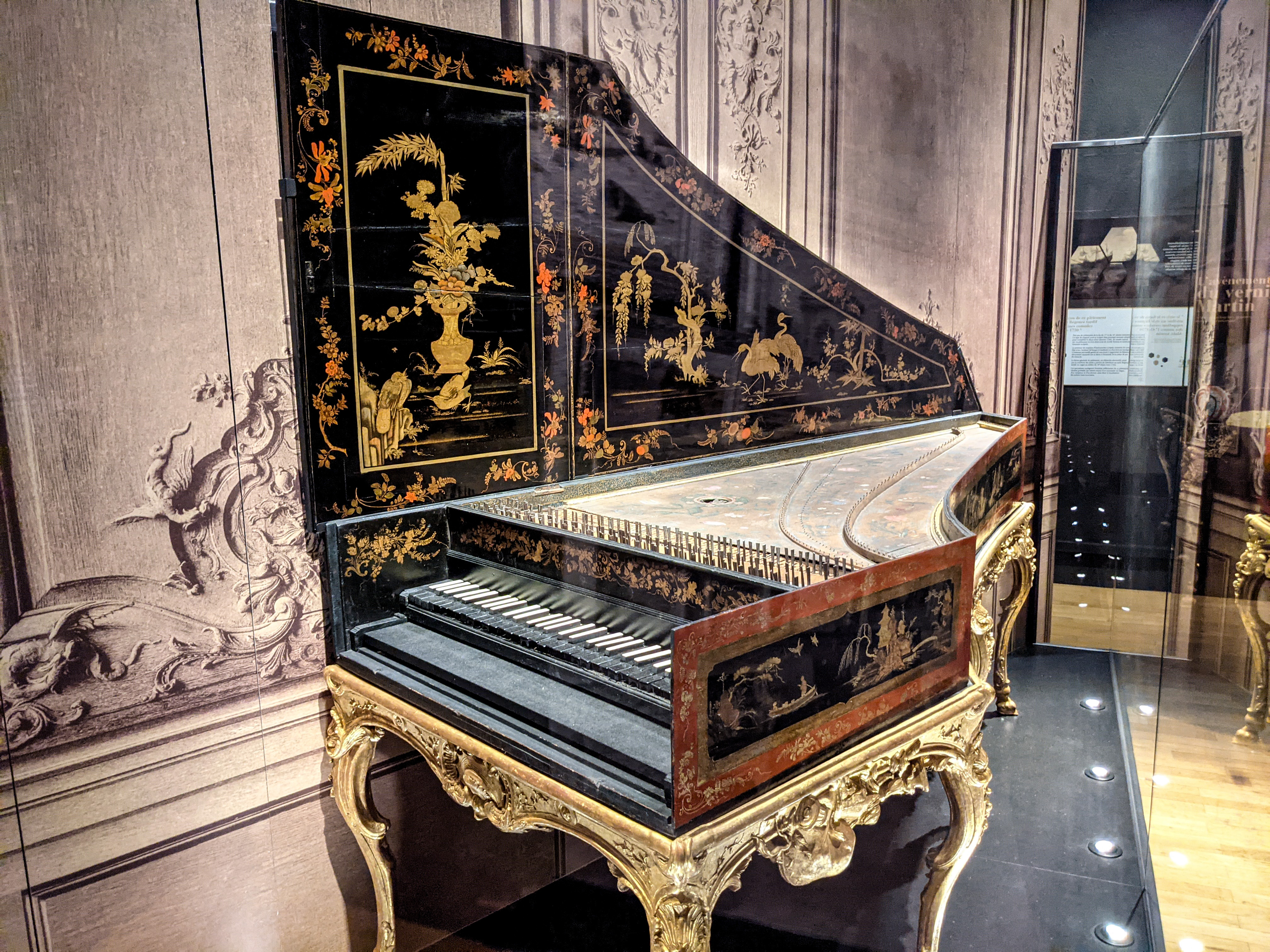
Clavecin

Ce musée abrite des chefs-d'œuvre de l'industrie : de belles collections d'armes, de rubanerie et de cycles, ceci sur trois étages (plus un quatrième réservé aux expositions temporaires). Des métiers à tisser dont le célèbre métier Jacquard y sont aussi présentés. Enfin, un clavecin du XVIIIe siècle est aussi exposé.
Par son contenu, le musée offre un regard sur les industries d’art et de design du quotidien. Le musée s’ouvre également au monde contemporain, par sa muséographie sur les nouvelles technologies de l’information et de la communication. C’est dans un souci de diffusion mais aussi de conservation qu’ont été effectuées l’informatisation de l’inventaire et la numérisation des images des collections, ainsi que les grandes campagnes de réalisation de films sur les savoir-faire traditionnels et les nouvelles technologies. L’ancrage du musée dans l’histoire de la ville se manifeste par le passage en son sein de plusieurs visites proposées par « Ville d’art et d’histoire ». Mais le musée est à l’écoute de la réalité contemporaine à travers l’ouverture sur les industries vivantes de la région dans les domaines des armes, du cycle et des textiles.

## Les collections

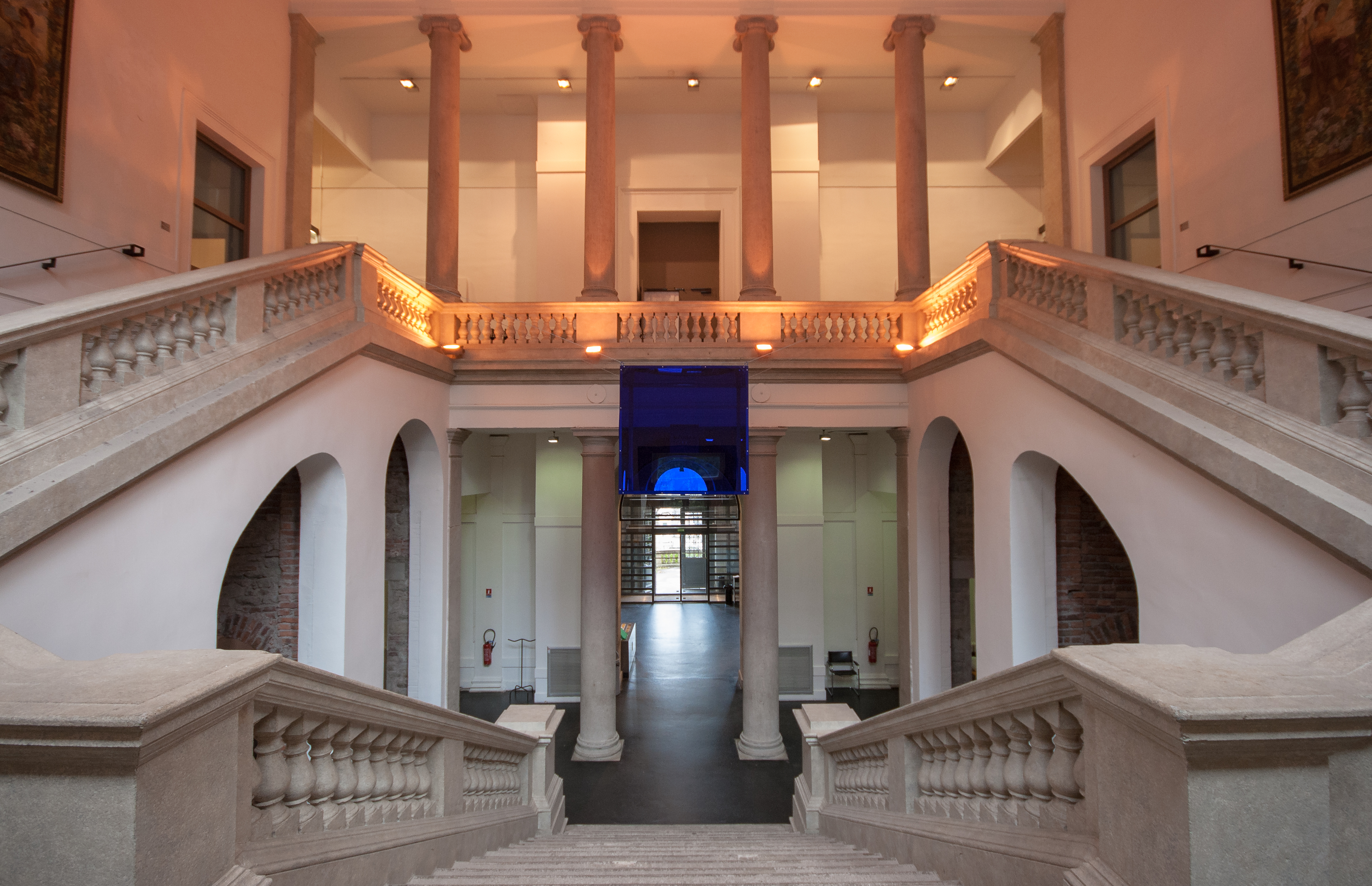
Escalier central du musée.

Une approche concrète de l’histoire et de la création industrielle incarnée dans le patrimoine régional. À travers une muséographie adaptée à différents niveaux, on découvre, étage par étage, les collections d’armes, rubans ou cycles. Des explications claires et animées, rendues interactives par des écrans tactiles, autorisent une visite libre avec des parcours personnalisés. Les approches multiples incitent à une lecture transversale des collections et font appel à des disciplines très variées : lettres, arts plastiques, histoire, technologie, sciences… Les médiateurs sont à la disposition du public pour des visites guidées.  Des démonstrations de métiers à tisser sont régulièrement effectuées par les passementiers.

### Armes

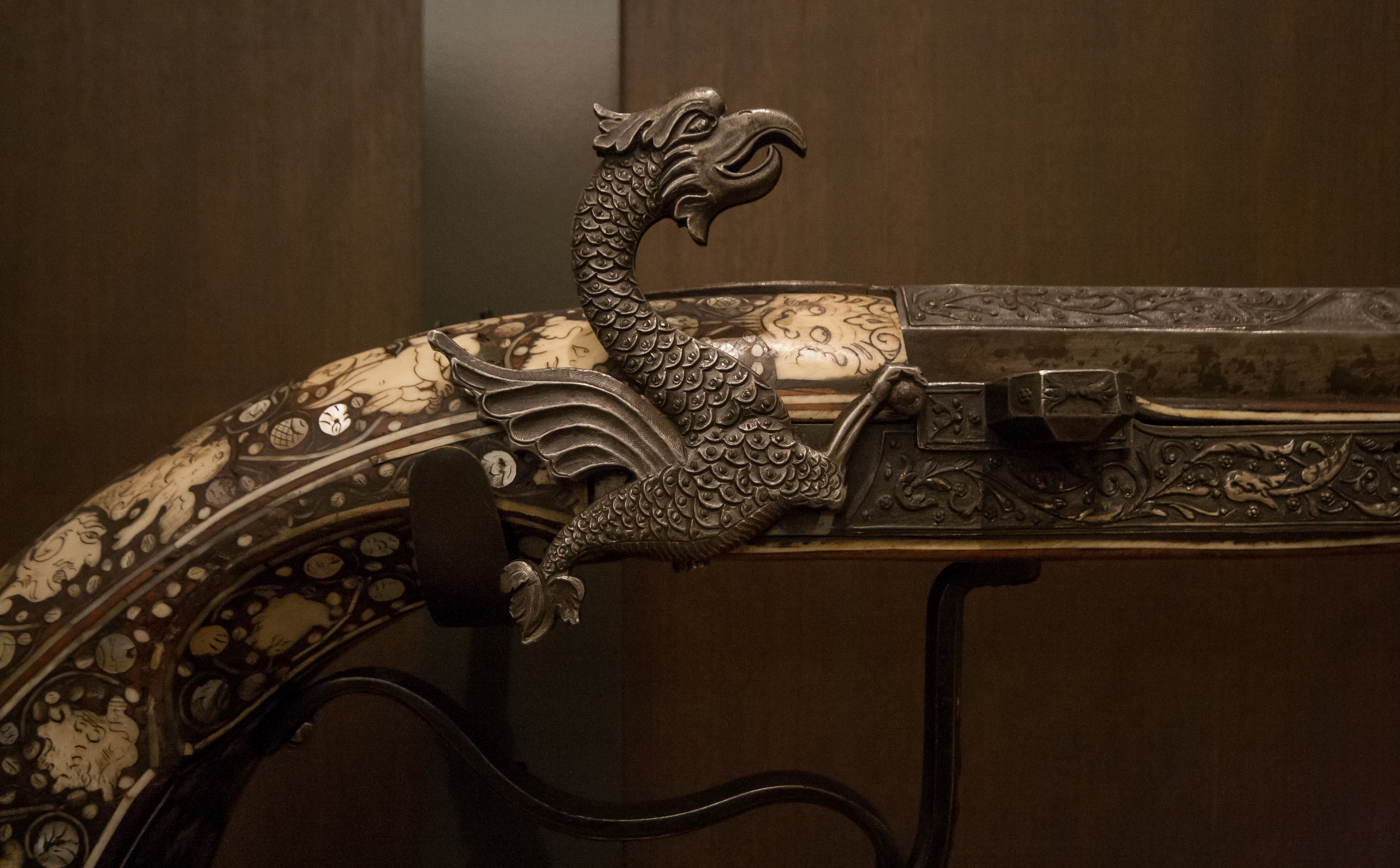
Détail de la platine du Pétrinal à mèche.

Des premières armes à feu aux armes de chasse les plus contemporaines, la collection du musée d’Art et d’Industrie récemment enrichie par le dépôt  du musée de Armées (?), des armes de l’ancienne Manufacture d'armes de Saint-Étienne (MAS) rend compte de la créativité des armuriers stéphanois ainsi que des productions étrangères. C'est la collection d'armes la plus importante de France après celle du musée de l'Armée à Paris.
Le musée insiste sur le fait que tout approche belliciste est rejetée, l'exposition visant uniquement à rendre hommage à la créativité aussi bien artisanale qu'industrielle.
Principalement axée sur l'arme de chasse et de commerce, la collection du musée constitue une référence incontournable pour les spécialistes. Du Moyen Âge au XXe siècle, elle est le reflet direct de la production artisanale et manufacturière stéphanoise, tout en présentant également des armes provenant d'autres fabriques, françaises et étrangères. La collection d’armes de Nexter (anciennement GIAT, Groupement Industriel pour l’Armement Terrestre) est un élément majeur du patrimoine armurier. L’ancienne Manufacture d'armes de Saint-Étienne a réalisé une collection qui a été déposée au musée d’Art et d’Industrie de la ville de Saint-Étienne en novembre 2001. La collectivité s’était fortement engagée pour que cette richesse demeure à titre permanent dans la cité où elle puise sa légitimité. L’ensemble comprenait environ 4 358 pièces dont près de 3 000 armes. Le musée de l'Armée conserve environ 237 armes (doublons ou exemples d’un intérêt particulier qui laissent la cohérence et la richesse de sa collection), alors que le Musée d’Art et d’Industrie a un dépôt de 2 341 armes, placé sous son entière responsabilité. Quelque 350 pièces sont exposées et 1 991 sont en réserve. Un changement régulier des expositions va permettre, selon les thématiques, de présenter un maximum de ces richesses.

### Textiles

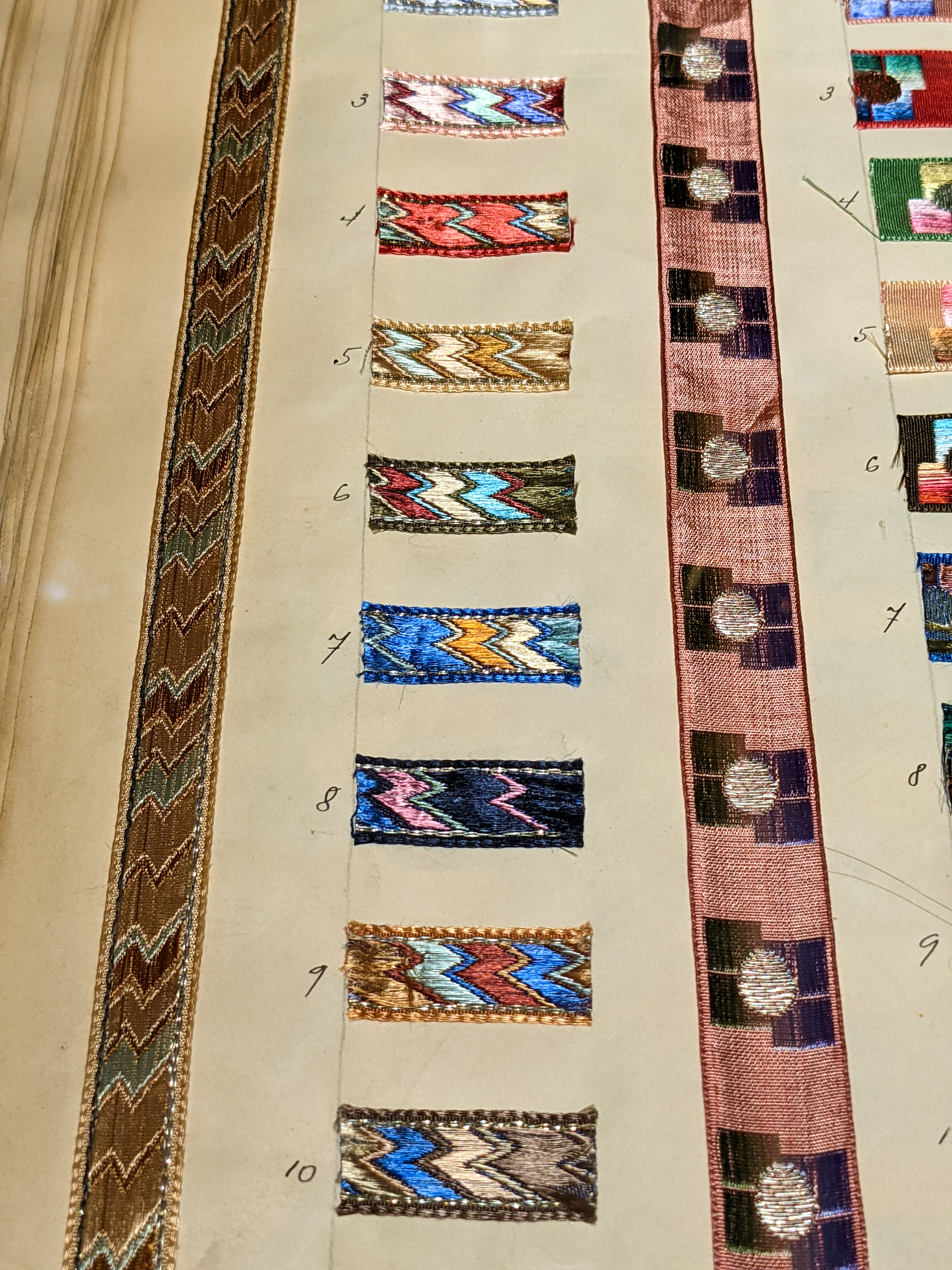
Registre de rubans façonnés par chaîne

Principal centre créatif du ruban, Saint-Étienne abrite en son musée d’Art et d’Industrie la plus grande collection au monde de rubans, ainsi que des machines, accessoires, outillages et mobiliers représentatifs de ce savoir–faire traditionnel et de ce milieu professionnel original.
L'ampleur des collections et les liens avec les milieux industriels contemporains permettent de retracer cette filiation entre les générations de rubaniers, la modernisation des structures de production et la fabrication de nouveaux textiles, ainsi que l'histoire des arts décoratifs et de la mode.
Salle des soies. Noble, précieuse et créative, la soie façonne l'identité de "ceux qui savent la toucher".
La rubanerie, petite sœur de la soierie lyonnaise, renvoie à la tradition chinoise et orientale. Sur les routes européennes de la soie, on lit la pérennité du réseau de savoir-faire, de la soie traditionnelle aux nouveaux textiles s'imposant dans le prêt à porter et les sports. Les modèles réduits de Jacques Vaucanson, collectés par le musée dès le début du XXe siècle, évoquent cette imagerie et la circulation des savoir-faire, simples réductions à l'échelle ou véritables chefs-d’œuvre ornés à la gloire des blasons professionnels.

### Cycles

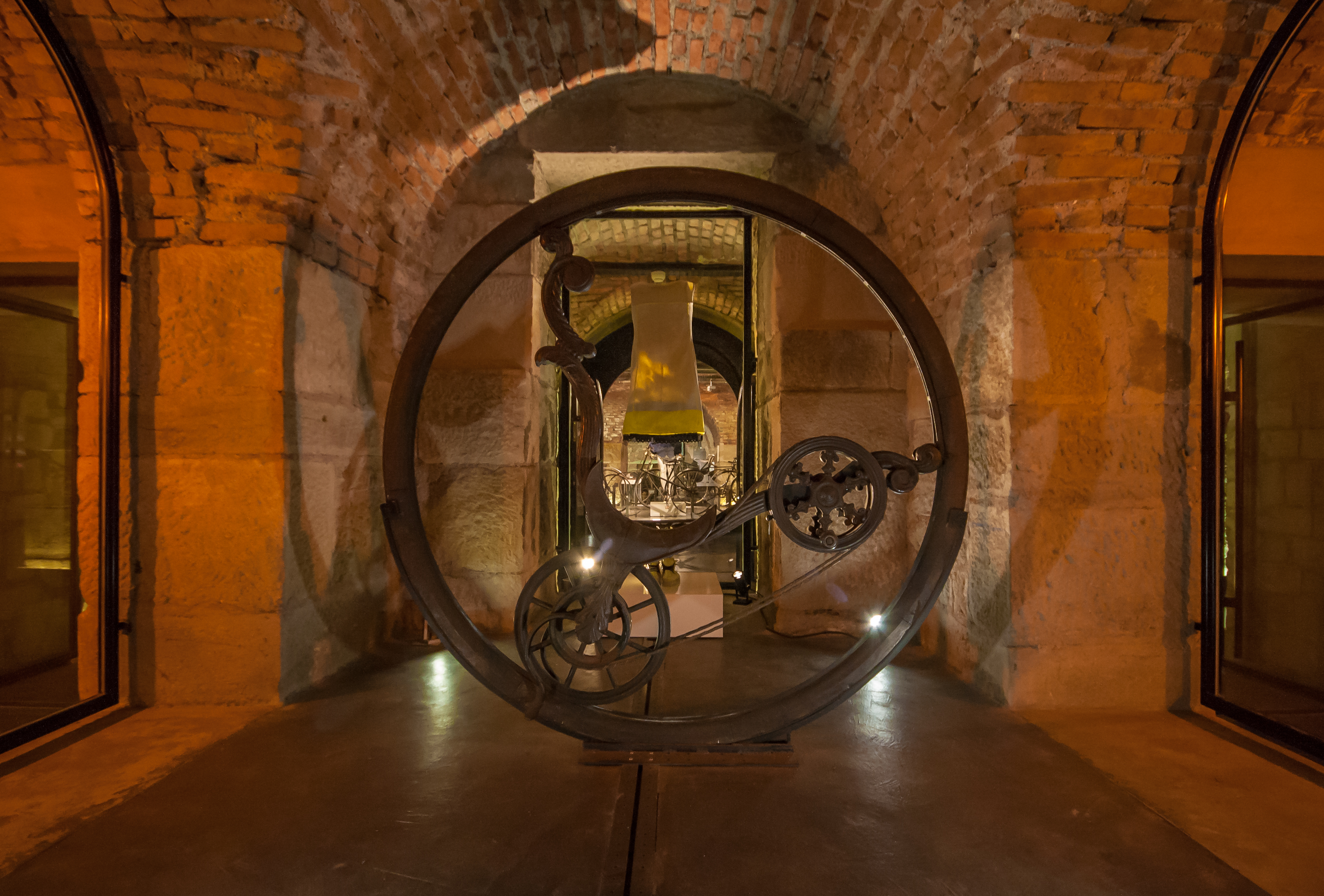
Monocycle de Brescia (en bois).

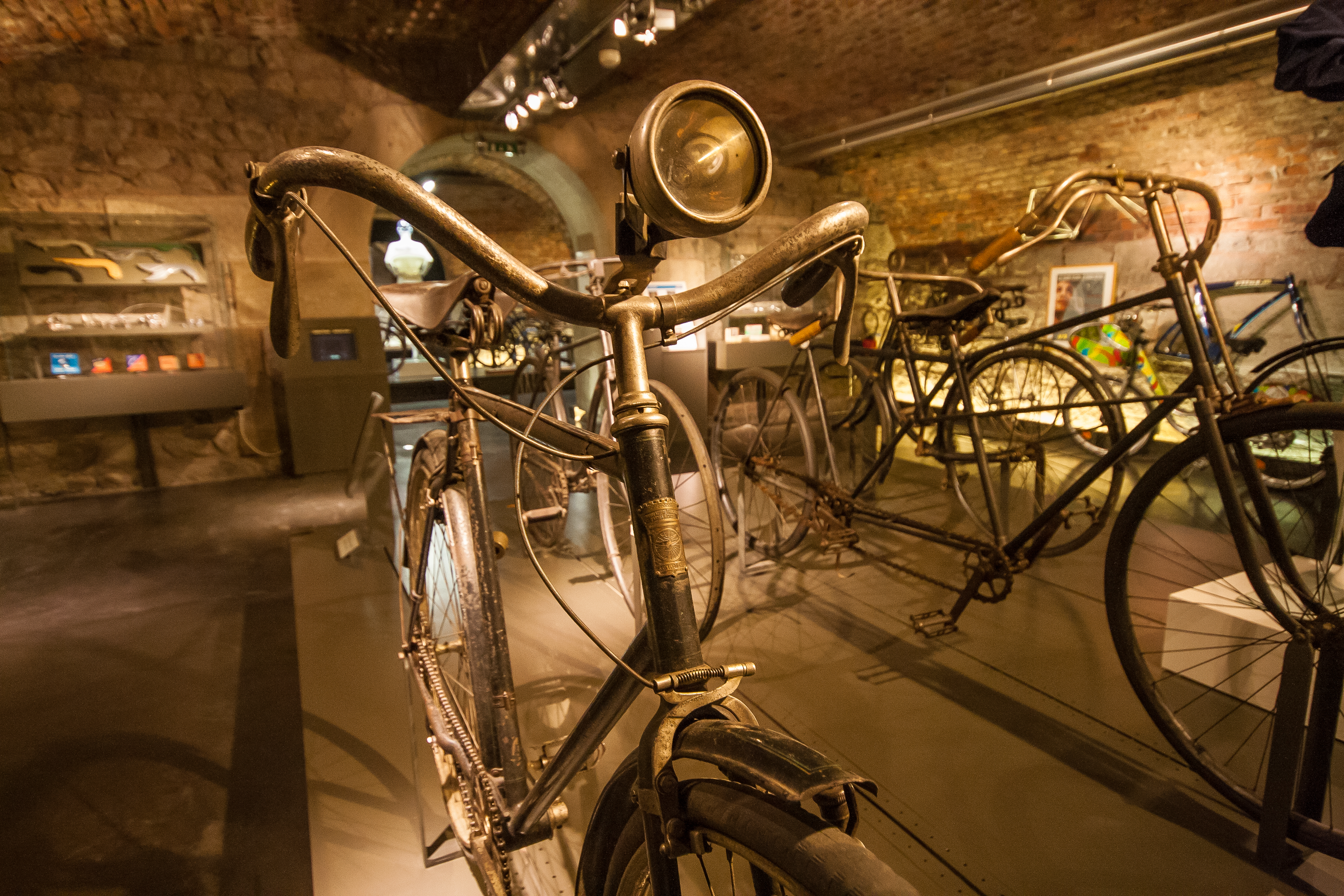
Bicyclette Hirondelle rétro-directe, 1932.

En 1886, la première bicyclette française est fabriquée à Saint-Étienne, acte fondateur d’une industrie qui connaîtra une renommée internationale grâce notamment aux produits de Manufrance. À travers ses collections, le musée rend compte de l’évolution historique et technique de ce moyen de locomotion.
La collection de cycles du musée d'Art et d'Industrie a été formée principalement après la seconde guerre mondiale, grâce aux dons de la Chambre Syndicale du Cycle de Saint-Étienne, de la Manufacture française d'armes et de cycles de Saint-Étienne et des acquisitions effectuées par Maurice Allemand, ancien conservateur du musée, afin de créer un musée National du cycle, ratifiant les succès stéphanois de cette industrie.
Le musée présente ainsi les spécimens des fabrications de Saint-Étienne qui ont fait sa renommée : Panel, Vélocio, Cycles Mercier, Ravat, Automoto, Manufrance...
Les pièces phares de la collection : les ancêtres du cycle sont présents au travers de spécimens de grande valeur et parfois très rares : le "tas de ferraille" de Vélocio, la draisienne, le monocycle de Brescia fin XVIIIe siècle, le vélocipède Michaux 1867, le vélocipède Michaux 1869 (seul modèle du type connu avec un bandage en caoutchouc), la machine à courir la Valère 1897, le monocycle Mercier, le bichaîne de Vélocio, le vélo des frères Gauthier, les prototypes à double pédalage de CLOAREC, et bientôt un vélo de Jeannie Longo.

## Fréquentation
| 2005   | 2006   | 2007   | 2008   | 2009   | 2010   | 2011   | 2012   | 2013   | 2014   | 2015   | 2016   | 2017   | 2018   | 2019   | 2020   |
| ------ | ------ | ------ | ------ | ------ | ------ | ------ | ------ | ------ | ------ | ------ | ------ | ------ | ------ | ------ | ------ |
| 32 541 | 45 862 | 45 525 | 49 673 | 33 209 | 40 114 | 50 538 | 43 267 | 45 470 | 48 443 | 46 655 | 41 416 | 40 513 | 31 204 | 38 697 | 11 169 |